# 1944年香港
|        | 香港歷史 \| 香港歷史年表                                                                                                   |
| 世紀： | 19世紀香港 \| 20世紀香港 \| 21世紀香港                                                                                     |
| 年代： | 1910年代香港 \| 1920年代香港 \| 1930年代香港 \| 1940年代香港 \| 1950年代香港 \| 1960年代香港 \| 1970年代香港               |
| 年份： | 1940年香港 \| 1941年香港 \| 1942年香港 \| 1943年香港 \| 1944年香港 \| 1945年香港 \| 1946年香港 \| 1947年香港 \| 1948年香港 |
| 紀年： | 甲申年（猴年）、香港開埠103周年                                                                                            |

香港1944年，為日佔時期第3年，香港人口不斷減少；燃料供應陷於低谷，於8月月底至9月月底暫停全香港電力供應達一個月，香港頓成黑暗世界，香港市民僅能夠以木油燈和松香燭照明。大日本帝國加強輿論控制，逼使香港報章停刊或者合併，最後只剩5份中文報紙。盟軍及美軍開始加強轟炸香港，其中以10月中及12月底兩次傷亡最慘重，分別有300餘人罹難。日軍方面，則在本年繼續殘害無辜市民，7月放逐約400人到螺洲，任由市民在荒島上自生自滅，結果釀成全部人罹難的慘劇；12月將大量市民用船載到惠州市平海鎮海面進行大屠殺，死難者約70名；6月用船將逾千名市民載至深圳南澳鎮期間，船隻駛至珠海擔桿列島遇風浪入水，當駛回蒲台島時終溺斃50多人。

## 大事記
- 1月23日，9架美軍B-25戰機在28架P-40機護航下大舉空襲啟德機場。[2]
- 2月1日，日軍設注射站27處，強制防疫注射。
- 2月11日，盟軍飛機27架空襲香港，最少7架日機及1架美機被擊落。[2]
- 2月20日，日軍慶祝磯谷廉介就任總督兩周年。
- 2月，港督府日本化重建完成。位於中環上亞厘畢道的港督府建於1855年，至日軍攻佔香港後已有接近90年樓齡，加上攻佔香港時日機的轟炸，港督府多處受破壞，1942年，日本總督部聘請日本鐵路建築工程師負責港督府重建，大樓內全被改動，並在主樓與副樓間加設塔式建築，藉此將兩座建築聯繫起來，亦將所有屋頂換成日式瓦片，除掉大樓內的歐陸風味。1944年2月，港督府完成重建，總督磯谷廉介並未入住，繼續以淺水灣酒店作為居住及辦公地方，只有一些隆重的慶祝活動才於港督府進行。[3]
- 3月12日，舉行第3次日佔時期人口普查。
- 3月29日，灣仔廈門街兩幢4層高舊式樓宇在風雨中倒塌，2死3傷。[4]
- 4月15日，宣佈停止配給一般民眾食糧，為日軍服務的從業員例外。
- 4月18日，盟軍飛機空襲香港，1架被擊落。
- 4月21日，午夜港九大隊炸毀旺角窩打老道4號鐵路橋，當日至翌日日軍實施九龍戒嚴，逐街逐戶搜查。當日午夜0時，港九大隊秘密地迅速將數十斤炸藥埋藏在窩打老道4號火車鐵橋石墩並引爆炸毀，該處貼近警備隊總部，當時夜深人靜，一聲轟然巨響震動全港，市民均從夢中驚醒。三小時後，日軍動員全港憲兵集中在九龍，實施大戒嚴直至4月22日上午6時，九龍交通完全中斷，憲兵到處嚴密監視，交通要道如西貢道、大埔道及太子道等均架起機槍，如臨大敵。日本憲兵分組沿街逐戶上樓搜查，22日下午6時始告解嚴，街道日軍車憲兵仍頻繁巡邏，至4月24日稍告緩和。[3]
- 4月25日，東亞銀行發行厚生彩票。[5]
- 4月：
  - 開始逐步推行節約用電措施。日軍自1941年12月佔領香港後曾暫停供電，1942年1月15日起恢復，然而由於燃料供應到後期越趨緊張，自1944年4月起，日軍當局又逐步推行節約用電措施。4月13日起，4樓以下辦公及酒店等禁用電梯。5月1日起，理髮業停止用電。5月20日開始，電影院每日只限放映一場電影。6月1日起，住戶供電規定由晚上8時至午夜0時止。6月4日，全部電車路線停駛。至8月20日，全香港電力及煤氣更暫時停止供應，香港成了一片黑暗世界。這段時間，香港照明使用木油燈和松香燭，驅熱則用厚橫幕布的「扯扇」。後來日軍當局變通辦法，將發電廠的煤爐改造，斬伐山柴來代替煤，發電問題才獲解決。9月底及10月終於恢復電力與煤氣。[3]
  - 港九大隊拆除元洲仔碼頭日軍哨站。
- 5月22日，舉行第2次日語檢定。
- 6月2日，港島至長洲渡輪復航。
- 6月4日，由於燃料供應緊張，電車開始停駛，市民以步行代替。[3]
- 6月21日，香港有滂沱大雨。6月23日，西環荷李活道兩幢4層高舊樓在大雨過後不勝負荷全座傾塌[6]，造成4死4傷[7]。
- 6月：
  - 某日，持有米證的證人彭任昇在赤柱海面捕魚後擬往售賣期間，被日憲兵半途攔截，不說理由押往赤柱憲兵部，不問其有否米證（有米證（正當職業）者可免拘捕），證人在憲兵部被毆打後，即載往海邊難民營，當時營中有800多人，證人詢問其他被囚人士，均謂不知何事被拘，亦無審問。約一星期後，營內人數增至過千人，即解落船，每船載500人，均為帆船，將帶至深圳南澳。兩船外有一火船，內在日憲及7至8名華警持械把守，船後亦裝有機關槍，因此眾人均不敢跳水逃走。當日早上8時開船，駛至長洲時，火船離開，並命令帆船駛往南澳，同時給予2包米。帆船行至珠海擔桿列島，風浪大作，遂折回蒲台島，此時船上入水，水深及膝，船上50餘名老弱者因此死去，復被一日憲推落海。到蒲台島後船即下錨，在海面停留。證人此時趁機潛入水中，游至岸邊，見有相熟艇家，乃命之駕艇到船上救取其中20人，到大潭篤水塘上岸[8]。兩船及後沉沒，並於2015年3月底被香港水下考古總會人員於蒲台島以南離岸約100米的水底，發現屬於兩船其中一艘的「海軍錨」[9]，人員認為附近應有沉船殘骸，計劃再度出發探索。
  - 法庭重判偷竊電線者，8人中4人被判死刑，其餘4人判處終身監禁，另有2人因劫殺而判死刑。[10]
- 7月3日，必列者士街石牆塌下，壓毀荷李活道民居多所，1死1傷。[11]
- 7月15日，必列者士街在大風雨中再有危牆倒塌，壓死一名途經的40歲婦人。[12]
- 7月10日，英國政府計劃以武力奪回香港。[3]
- 7月19日，當局強制節電，晚上11起暫停供電。
- 7月22日，熱帶氣旋襲港，香港天文台懸掛二號風球，市面吹暴風（相等於現今九號烈風或暴風增強信號風力），一人溺斃[13]。澳門改懸十號風球[14]。
- 7月25日，熱帶氣旋襲港，香港天文台懸掛二號風球，市面吹烈風（相等於現今八號烈風或暴風信號風力），無傷亡。[15]
- 7月，從事魚類買賣的證人黎金成到螺洲一行，見有約400名難民在此荒島上，均屬日憲兵用2艘船載他們到此處後離去，任由難民自生自滅，島上沒有民居亦沒有任何生產，屬不適合人類居住的荒島，因此難民被帶到此處只有死路一條。據之後螺洲對岸鶴咀村居民稱，時常聽見從螺洲順風吹來的慘叫聲。當村民到島上時，則見骸骨處處，滿目瘡痍，造成空前恐怖之景象。約400名死者的死因多為餓死或游水逃生時溺斃，島上亦曾發生人食人慘劇。[16]
- 8月15日，港九大隊海上游擊隊擊沉日船3艘。[3]
- 8月18日，全港巴士恢復行駛。[17]
- 8月20日，總督部頒令全港電力、煤氣即日起暫停供應，日軍設施例外。[3]
- 8月22日，全港各報章由一張縮紙至半張。日軍佔領香港後，絕大部份報紙宣佈停刊，報人及設備相繼遷往內地，從1942年6月1日起，日軍當局以白報紙供應不足為由，強迫各報自動合併，至1944年中只剩下香港日報、南華日報、華僑日報、香島日報及東亞晚報5份報紙。由於日本軍政府報道部的直接監督和控制下，消息來源單調，各報內容大同小異，所刊新聞幾乎全為對日本歌功頌德式的報道，報社只能撰寫賽馬等娛樂文章或風月小說。各報有近四份一篇幅被煙酒、電影等廣告佔據。[1]
- 9月24日，恢復電力供應。[18]
- 9月29日，電車復駛。[3]

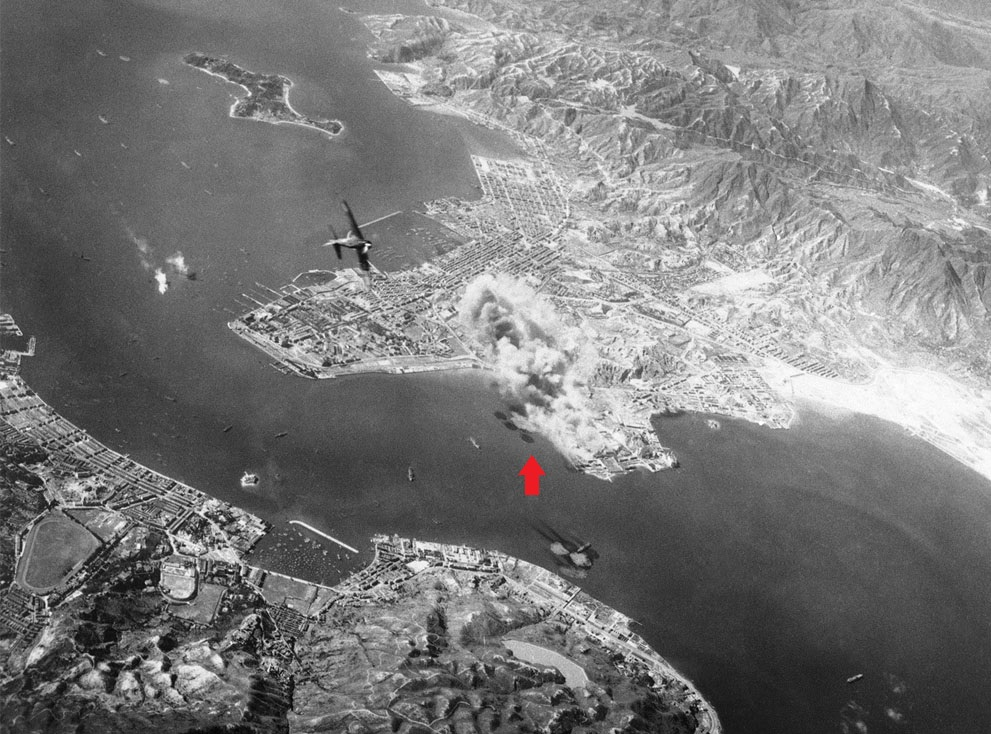
盟軍原希望轟炸黃埔船塢，卻誤炸位於觀音街的紅磡小學校，紅磡多處防空洞亦中彈，整個紅磡區一片火海（紅箭咀），大量濃煙升上半空並隨風向西飄移，師生連市民共約300人喪生，另傷300人。

- 10月16日，發生盟軍誤炸紅磡民居事件，約300死300傷[19][20][2][3]。當日下午約3時30分，盟軍出動28架B-24戰機在21架P-40及29架P-51機的護航下轟炸紅磡黃埔船塢造船廠，期間誤炸小學、防空洞及大批民房，其中被誤炸的防空洞存有大量煤油，大火共燃燒數日。被誤炸的小學則報稱約200名師生喪生，區內三份二房屋被炸，約100名居民罹難。另8架B-25及8架P-40機飛到維港成功擊沉10隻日軍船艦，日軍則報稱擊落14架盟軍飛機，多名盟軍機師被活捉。
- 10月27日：
  - 實行第3次日語檢定。
  - 正金及台灣銀行開始發行1萬元面額軍票。
- 10月，恢復煤氣供應。[21]
- 11月12日，港島至大澳渡輪復航。
- 11月20日，盟軍3架飛機襲港。[3]
- 11月，法庭重判偷竊電線者，8人中6人被判死刑，其餘2人判處終身監禁。[22]
- 12月1日下午，寡婦證人莊娣外出到山邊撿拾柴枝，突有1名日本憲兵及2名華警前來拘捕，日憲用刺刀刺其背部，華警宣稱因撿拾柴枝而需將其拘捕，同時被捕的2名老婦亦被同一刺刀刺傷背部，隨即帶往香港仔警署，推入署內監牢囚禁，期間並無提供食物及水，至12月2日用車載往北角難民營，車上有另外1男2女，莊娣與他們交談時得悉乃在赤柱被拘。營內亦有多人被囚，營門有持武器的日憲及華警把守，證人供稱營中每日只有2餐，晨8時給稀粥一碗，無鹽無菜，除食飯外，整日均困在監內。稍為光鮮衣服均被脫去，連褲頭帶亦被除去。營內除大人外亦有小孩。在北角囚禁達2星期後的某日，營內人數達400人，當日下午4時證人等被迫到北角海邊登上一艘船，並被日憲及華警推入艙內，閉上艙門。當日並無晚餐供給，上船時亦無糧食或金錢發給。下午5時，船啟航。證人茫然不知目的地為何，在艙內被困24小時後，船上機器開始停止，艙門開啟，所有難民被推上船面，莊娣到達艙面後發現有4名日本憲兵身穿軍裝連臂章，頭戴鋼盔。日憲從眾人中挑選身體強健者釋放後，剩下身體殘弱及病患者均被逐一用長劍斬殺並推之落海，此乃證人莊娣親眼目睹，遇害者約70人，成年男女及小童均有。斬首時乃在拖船的另一邊進行，此時莊娣正在落一漁艇，莊亦為被選中離開得以生還的其中一人。事後證實此處為惠州市平海鎮。[23]
- 12月24日：

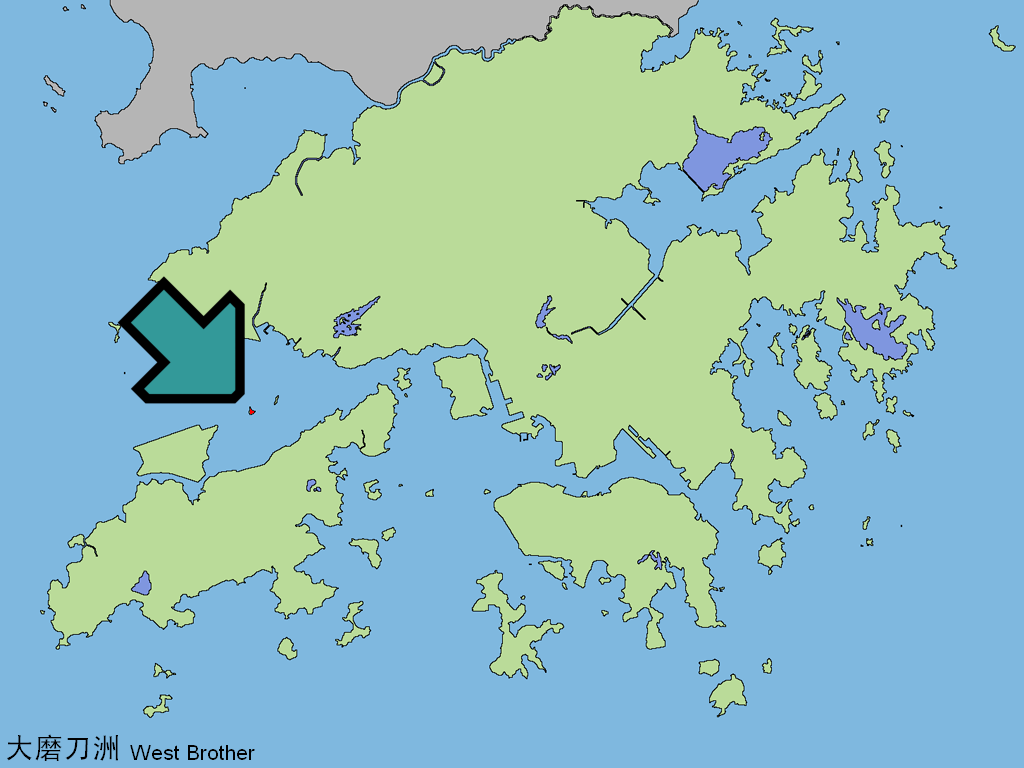
由香港開赴澳門的客輪「嶺南丸」號，在駛至香港境內磨刀洲（綠箭咀）附近海面時遭美軍戰機用機槍掃射並投彈轟炸，最後船身沉沒，僅煙囪露出水面，釀成349死23傷，死者包括香港華民代表陳廉伯。

- - 由香港開往澳門的「嶺南丸」客輪在駛至磨刀島附近遭美軍戰機轟炸和機槍掃射後沉沒，釀成349死23傷[24][25]。
  - 磯谷廉介調任台灣總督，第23軍司令田中久一上任香港總督。[26]

## 出生人物
- 2月8日，鮑文，1993至1996年出任香港運輸司。
- 3月5日，朱幼麟，前香港立法會議員，現為民建聯成員。
- 3月10日，鮑磊，前香港立法局議員，1988至1996年出任香港旅遊協會（今香港旅遊發展局）主席。
- 3月，高祀仁，2002至2009年出任香港中聯辦主任。
- 4月7日，孫明揚，前任教育局局長。
- 5月12日，彭定康，第28任香港總督。
- 6月1日，劉秀成，建築師，前香港立法會議員。
- 7月24日：
  - 夏正民，前香港高等法院上訴庭法官。現任香港終審法院非常任法官。
  - 張同祖，香港電影導演，編劇，監製，演員。
- 8月7日：馮素波、七公主香港女演員馮寶寶姊妹
- 9月9日，黎根，香港滑浪風帆教練，他是香港奧運金牌得主——「風之后」李麗珊的舅父和啟蒙老師，也是台灣藝人周群達的父親。
- 9月12日，劉千石，前香港立法會議員。
- 10月7日，曾蔭權，香港特別行政區第二屆行政長官。
- 11月4日，龍劍笙，香港粵劇演員（女文武生）。
- 12月24日，李婷，邵氏影星。
- 本年，白韻琹，香港著名專欄作家、傳媒人，灣仔區議會（樂活選區）區議員，曾是電台節目主持人。
- 本年，何定鈞，香港電視廣播有限公司前任總經理及董事、亞洲電視有限公司前任董事兼行政總裁。
- 本年，吳思遠，香港著名導演、監製。
- 本年，劉遵義，經濟學家，2004至2010年出任香港中文大學校長。
- 本年，鍾賢書，萬邦投資創立人。

## 逝世人物
- 12月24日，陳廉伯，60歲，英國籍中國商人。
- 本年，馬應彪，80歲，先施百貨創辦人。